# Guvid de mare
Guvidul de mare (Ponticola cephalargoides) este un pește mic marin, din familia gobiide, care trăiește pe fundul pietros al mării, în vecinătatea țărmului; intră, însă, și în limanuri salmastre, cu fund scoicos, evitând limanurile cu apă dulce. Se întâlnește în Marea Neagră și Azov (în estuarul Donului). Nu intră în fluvii. În România , în lungul litoralului marin, în limanuri salmastre (Razelm, Babadag,Tașaul) și, excepțional, în cele dulci (Siutghiol).